# اونوريو ايرميتو كارنيرو ليو، ماركيز بارانا
اونوريو ايرميتو كارنيرو لياو، ماركيز بارانا (بالبرتغالية: Honório Hermeto Carneiro Leão‏) (11 يناير 1801 - 3 سبتمبر 1856) كان سياسيًا، ودبلوماسيًا، وقاضًا وملكًا في إمبراطورية البرازيل. ولدت بارانا لعائلة من الوسائل المتواضعة في ساو كارلوس دو جاكوي، في ما كان في ذلك الحين كابتن ميناس جيرايس. بعد حضور جامعة كويمبرا في البرتغال وعاد إلى البرازيل، عين بارانا للحكم في عام 1826 ورفع في وقت لاحق إلى محكمة الاستئناف. في عام 1830 ، انتخب لتمثيل ميناس جيرايس في مجلس النواب. أعيد انتخابه في 1834 و 1838 ، وتولى المنصب حتى عام 1841.

## نشأته
ولد اونوريو ايرميتو كارنيرو لياو في 11 يناير عام 1801 ، في أبرشية ساو كارلوس دو جاكوي، ميناس جيرايس، ثم كابتن (مقاطعة لاحقة) من المستعمرة البرتغالية في البرازيل. سميت سانت اوروناتا، كان أونوريو هيرميتو ابن انطونيو نيتو جوانا كارنيرو لياو وسيفيرينو أوغستا دي ليموس. على جانب والده، نزل من عشيرة الأغنام القوية في البرتغال، والتي استقرت في البرازيل في القرن السابع عشر. لكن أنطونيو نيتو كان أقل رخاء بكثير من أقاربه. ضابط عسكري فقير في عام 1801 ، كنت أحمل رتبة (الرقيب الثالث). تم إحباط تقدم مسيرته بسبب عيوب شخصيته. كان أنطونيو نيتو متجهمًا وله شخصية قوية أدت إلى اعتقاله بسبب عصيانه.